# CP System
CP System (яп. CPシステム shīpī shisutemu) или CPS-1 — аркадная система, разработанная фирмой Capcom, которая позволяла запускать игры с ROM картриджей. Для аркадной системы CPS-1 было выпущено более двух десятков игр, прежде чем Capcom переключилась на разработку игр для её преемницы, аркадной системы CPS-2.
Наиболее популярной серией игр для данной аркадной системы является серия игр Street Fighter II. Наиболее известными из данной серии являются оригинальная игра Street Fighter II, а также Champion Edition и Hyper Fighting, которые считаются наиболее успешными для аркадной системы CPS-1.

## История
После выпуска нескольких аркадных систем, предназначенных для запуска одной единственной игры, фирма Capcom приступила к разработке аркадной системы, способной запускать множество игр, с целью снижения расходов на разработку железа и повышения интереса к платформе со стороны покупателей.
Разработанная система страдала от большого количества пиратских версий игр. В частности, существовало так много пиратских версий игры Street Fighter II, что в некоторых странах они были более распространены, нежели оригинальная версия игры. Эта проблема была полностью решена позднее, с выходом аркадной системы CP System II.
Аркадная система CP System использовалась также в неудачной попытке фирмы Capcom проникнуть на рынок домашних игровых консолей, например в системе CPS Changer (ответ фирмы Capcom на выход Neo Geo AES).

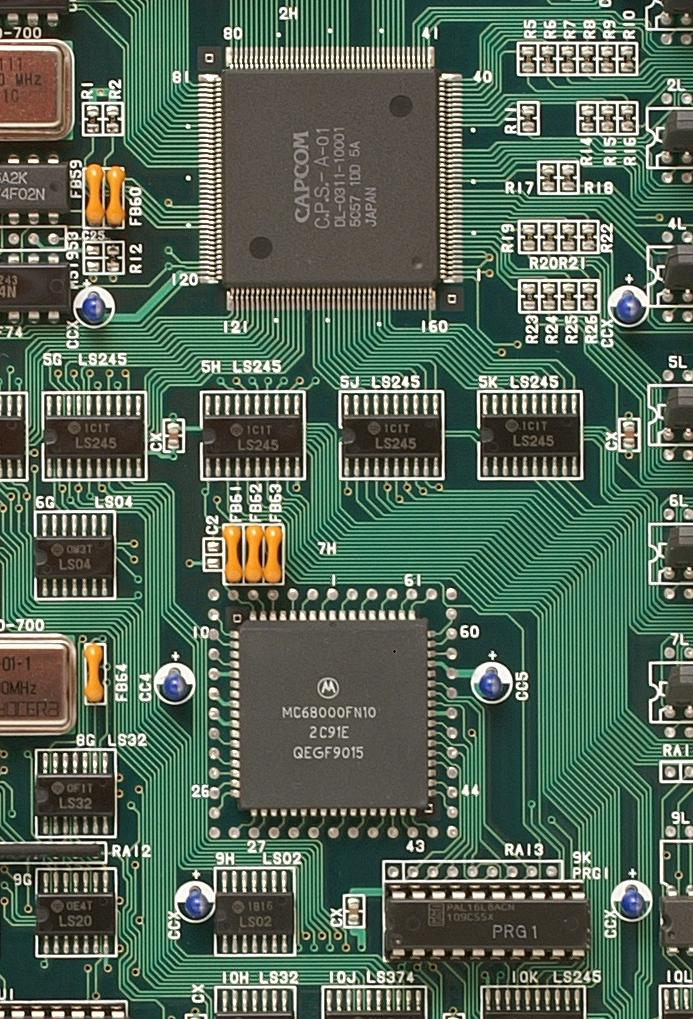
Плата CP System. Видны основной процессор 68000 работающий на частоте 10 MHz и графический чип.

### Список игр
| Дата релиза | Разработчик       | Английское название                  | Японское название                                                                                      | Жанр         |
| ----------- | ----------------- | ------------------------------------ | --- | ------------ |
| 1988-07     | Capcom            | Forgotten Worlds                     | Lost Worlds (ロストワールド)                                                                           | Shoot 'em up |
| 1988-12     | Capcom            | Ghouls 'n Ghosts                     | Daimakaimura (大魔界村)                                                                                | Платформер   |
| 1989-03     | Capcom            | Strider                              | Strider Hiryū (ストライダー飛竜)                                                                       | Платформер   |
| 1989-04     | Capcom            | Dynasty Wars                         | Tenchi o Kurau (天地を喰らう)                                                                          | Beat 'em up  |
| 1989-06     | Capcom            | Willow                               | Willow (ウィロー)                                                                                      | Платформер   |
| 1989-08     | Capcom            | U.N. Squadron                        | Area 88 (エリア88)                                                                                     | Shoot 'em up |
| 1989-12     | Capcom            | Final Fight                          | Final Fight (ファイナルファイト)                                                                       | Beat 'em up  |
| 1990-02     | Capcom            | 1941: Counter Attack                 | 1941 (1941)                                                                                            | Shoot 'em up |
| 1990-03-02  | Capcom            | Mercs                                | Senjō no Ōkami II (戦場の狼Ⅱ)                                                                          | Run and gun  |
| 1990-06-19  | Capcom            | Mega Twins                           | Chiki Chiki Boys (チキチキボーイズ)                                                                    | Платформер   |
| 1990-06-23  | Capcom            | Magic Sword — Heroic Fantasy         | Magic Sword (マジックソード)                                                                           | Платформер   |
| 1990-10-09  | Capcom            | Carrier Air Wing                     | U.S. Navy (U.S.NAVY)                                                                                   | Shoot 'em up |
| 1990-11-20  | Capcom            | Nemo                                 | Nemo (ニモ)                                                                                            | Beat 'em up  |
| 1991-02-06  | Capcom            | Street Fighter II: The World Warrior | Street Fighter II: The World Warrior (ストリートファイターⅡ -The World Warrior-)                       | Файтинг      |
| 1991-05-20  | Capcom            | Three Wonders                        | Wonder 3 (ワンダー3)                                                                                   | Multigame    |
| 1991-07-11  | Capcom            | The King of Dragons                  | The King of Dragons (ザ・キングオブドラゴンズ)                                                         | Beat 'em up  |
| 1991-09-28  | Capcom            | Captain Commando                     | Captain Commando (キャプテンコマンドー)                                                                | Beat 'em up  |
| 1991-11-27  | Capcom            | Knights of the Round                 | Knights of the Round (ナイツオブザラウンド)                                                            | Beat 'em up  |
| 1992-03-13  | Capcom            | Street Fighter II': Champion Edition | Street Fighter II′ (Dash): Champion Edition (ストリートファイターⅡダッシュ -Champion Edition-)         | Файтинг      |
| 1992-06-11  | Capcom            | Capcom World 2: Adventure Quiz       | Adventure Quiz Capcom World 2 (アドベンチャークイズカプコンワールド2)                                  | Викторина    |
| 1992-06-12  | Capcom            | Varth: Operation Thunderstorm        | Varth: Operation Thunderstorm (バース -オペレーションサンダーストーム-)                                | Shoot 'em up |
| 1992-07-01  | Capcom            | Quiz & Dragons: Capcom Quiz Game     | Quiz & Dragons (クイズ&ドラゴンズ)                                                                     | Викторина    |
| 1992-12-09  | Capcom            | Street Fighter II': Hyper Fighting   | Street Fighter II′ (Dash) Turbo: Hyper Fighting (ストリートファイターⅡダッシュターボ -Hyper Fighting-) | Файтинг      |
| 1994        | Capcom/Togo/Sigma | Ken Sei Mogura                       | Ken Sei Mogura (拳聖土竜)                                                                              | Whack a mole |
| 1994-06-08  | Compile           | Pnickies                             | Pnickies (ぷにっきいず)                                                                                | Puzzle game  |
| 1995-01-23  | Capcom            | Quiz Tonosama no Yabō 2: Zenkoku-ban | Quiz Tonosama no Yabō 2: Zenkoku-ban (クイズ 殿様の野望2 全国版)                                       | Викторина    |
| 1995-05-11  | Mitchell          | Buster Brothers                      | Pang! 3 -Kaitōtachi no kareina gogo- (パン!3 -怪盗たちの華麗な午後-)                                   | Платформер   |
| 1995-09-22  | Capcom            | Mega Man: The Power Battle           | Rockman: The Power Battle (ロックマン ザ・パワーバトル)                                                | Платформер   |

## CP System Dash
За год до выпуска системы CP System II, Capcom выпустила расширенную версию CP System под названием CP System Dash, которая использовала некоторые разработки, впоследствии использовавшиеся в CP System II, например звуковые чипы Q-Sound.
Аркадная система CP System Dash состояла из четырёх взаимодействующих плат, которые были расположены в едином пластиковом корпусе серого цвета. Для предотвращения пиратства использовались «самоубивающиеся батарейки»: в оперативной памяти содержался алгоритм, необходимый для расшифровки данных, находящихся в ROM картридже. В случае, если напряжение батареек снижалось ниже +2V, или осуществлялась попытка несанкционированного считывания данных, алгоритм расшифровки, находящийся в оперативной памяти, безвозвратно терялся и игра переставала запускаться. Для восстановления возможности игры в данном случае требовалась отправка железа представителям Capcom; оплата восстановления работоспособности железа осуществлялась за счёт владельца оборудования. В отличие от CP System II, CP System Dash для шифрования звуковых данных использовала «Kabuki» Z80s.

### Список игр
| Дата релиза | Разработчик | Английское название                     | Японское название                                                          | Жанр                 |
| ----------- | ----------- | --------------------------------------- | -------------------------------------------------------------------------- | -------------------- |
| 1992-10-02  | Capcom      | Warriors of Fate Sangokushi II (Азия)   | Tenchi o Kurau II: Sekiheki no Tatakai (天地を喰らう2・赤壁の戦い)         | Beat 'em up          |
| 1993-02-01  | Capcom      | Cadillacs and Dinosaurs                 | Cadillacs Kyōryū Shinseiki (キャディラックス 恐竜新世紀)                   | Beat 'em up          |
| 1993-04-22  | Capcom      | The Punisher                            | The Punisher (パニッシャー)                                                | Beat 'em up          |
| 1993-07-13  | Capcom      | Saturday Night Slam Masters             | Muscle Bomber: The Body Explosion (マッスルボマー -The Body Explosion-)    | Спортивный симулятор |
| 1993-12-06  | Capcom      | Muscle Bomber Duo: Ultimate Team Battle | Muscle Bomber Duo: Heat Up Warriors (マッスルボマーDUO -Heat Up Warriors-) | Спортивный симулятор |

## Capcom Power System Changer
Домашняя версия аркадной системы CP System — Capcom Power System Changer была выпущена в 1994 году. Capcom выпустила систему CPS Changer в качестве попытки проникновения на рынок домашних игровых консолей. Адаптер системы CPS Changer был основан на доработанной версии адаптера SuperGun (телевизионный JAMMA адаптер), и был совместим с большинством плат, соответствующих стандарту JAMMA. Capcom предусмотрела защиту от возможности использования данного адаптера совместно с другими аркадными системами с помощью разработки специальной формы устройства. Данный адаптер не мог быть подключен к стандартным платам соответствующим стандарту JAMMA без перекоса углов, но тем не менее он с ними мог работать. Система CPS Changer имела композитный видеовыход, S-video-выход и линейный выход для монозвука.
CPS Changer имел возможность подключения контроллера джойстиков под названием «CPS Fighter», изначально выпущенного фирмой Capcom для домашней приставки Super Famicom (а впоследствии и для Sega Mega Drive) в то время когда вышла версия игры Street Fighter II для SNES (в 1992 году).
Все игры для CPS Changer были основаны на железе системы CPS. Игры для CPS Changer представляли собой упрощённые версии плат аркадных систем в пластиковом корпусе, предназначенных для домашнего использования. Данный подход был использован в дальнейшем при разработке железа аркадной системы CP System II. Некоторые игры для CPS1 были немного изменены в версии для домашней консоли, и иногда включали в себя средства для отладки и другие пасхальные яйца.
CPS Changer продавался в составе комплекта, включающего в себя саму консоль, контроллер для джойстиков CPS Fighter и игру Street Fighter II ′ (Dash) Turbo по цене 39800 йен. Дополнительные игры продавались по цене около 20000 йен.
Последней выпущенной игрой для CPS Changer стал бэк-порт игры Street Fighter Zero. Данная игра была изначально выпущена для системы CP System II hardware, но потом была выпущена портированая на CPS Changer версия игры, которая продавалась по цене 35000 йен. Портированная версия была несколько ухудшена, учитывая более скромные возможности устаревшего железа: игра имела меньшее количество кадров в анимации персонажей, меньшее количество одновременно отображаемых на экране цветов, музыка и звуковые эффекты воспроизводились на более низкой частоте дискретизации.

### Список игр
| Дата релиза   | Разработчик | Английское название                     | Японское название                                                                                   | Жанр                 |
| ------------- | ----------- | --------------------------------------- | --------------------------------------------------------------------------------------------------- | -------------------- |
| 1994          | Capcom      | Capcom World 2: Adventure Quiz          | Adventure Quiz Capcom World 2 (アドベンチャークイズカプコンワールド2)                               | Викторина            |
| 1995          | Capcom      | Captain Commando                        | Captain Commando (キャプテンコマンドー)                                                             | Beat 'em up          |
| 1994          | Capcom      | Final Fight                             | Final Fight (ファイナルファイト)                                                                    | Beat 'em up          |
| 1995          | Capcom      | Knights of the Round                    | Knights of the Round (ナイツオブザラウンド)                                                         | Beat 'em up          |
| 1995          | Capcom      | Muscle Bomber Duo: Ultimate Team Battle | Muscle Bomber Duo: Heat Up Warriors (マッスルボマーDUO -Heat Up Warriors-)                          | Спортивный симулятор |
| 1994          | Capcom      | Saturday Night Slam Masters             | Muscle Bomber: The Body Explosion (マッスルボマー -The Body Explosion-)                             | Спортивный симулятор |
| 1994          | Capcom      | Street Fighter II': Champion Edition    | Street Fighter II Dash: Champion Edition (ストリートファイターⅡダッシュ -Champion Edition-)         | Файтинг              |
| 1994, pack-in | Capcom      | Street Fighter II': Hyper Fighting      | Street Fighter II Dash Turbo: Hyper Fighting (ストリートファイターⅡダッシュターボ -Hyper Fighting-) | Файтинг              |
| 1996          | Capcom      | Street Fighter Alpha                    | Street Fighter Zero (ストリートファイターZERO)                                                      | Файтинг              |
| 1995          | Capcom      | The King of Dragons                     | The King of Dragons (ザ・キングオブドラゴンズ)                                                      | Beat 'em up          |
| 1992-10-02    | Capcom      | Warriors of Fate Sangokushi II (Азия)   | Tenchi o Kurau II: Sekiheki no Tatakai (天地を喰らう2・赤壁の戦い)                                  | Beat 'em up          |